# Старо-Крымский район

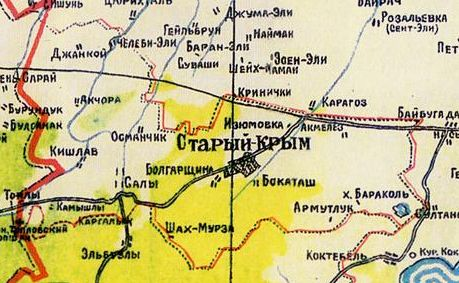
Карта Старо-Крымского района. 1922 год

Ста́ро-Кры́мский райо́н (укр. Старо-Кримський район, крымскотат. Eski Qırım rayonı, Эски Къырым районы) — упразднённая административно-территориальная единица Крымской АССР и Крымской области с райцентром в Старом Крыму. В истории Крыма район существовал дважды: с 1921-го по 1924 год и с 1930-го по 1959 год.
В первый раз район был образован в феврале 1921 года, в составе Феодосийского уезда, в свете постановления Крымревкома от 8 января 1921 года об упразднении волостной системы.
Небольшой по площади, занимал территорию севера современных Городского округа Судак, крайний юг Кировского района), запад Белогорского и восточную часть городского округа Феодосия. Точный состав пока не установлен, доступна только карта Крымского статистического управления 1922 года, где отмечены действовавшие границы.
Ликвидирован район декретом ВЦИК от 4 августа 1924 года, согласно которому были внесены изменения в административное деление Крымской АССР.
Во второй раз район был образован в сентябре 1930 года (по другим данным 15 сентября 1931 года), взамен упразднённого Феодосийского района и в его примерных границах. Имеются неподтверждённые данные, что первоначально включал практически всю территорию современных городского округа Феодосия и Кировского района. После создания в 1935 году Кировского района, Старокрымский имел примерные границы, зафиксированные на карте 1956 года. На 1940 год район включал следующие сельсоветы:

| - Акчора-Вакуфский - Болгарский - Джума-Элинский - Изюмовский - Кишлавский - Коктебельский | - Найманский - Салынский - Цюрихтальский - Челеби-Элинский - Шейх-Мамайский |

Примерный перечень входивших в район селений содержится в указах о переименованиях населенных пунктов Крыма 1945 и 1948 года, полный состав пока не опубликован.
С 25 июня 1946 года район в составе Крымской области РСФСР, а 26 апреля 1954 года Крымская область была передана из состава РСФСР в состав УССР. Указом Президиума Верховного Совета УССР от 23 сентября 1959 года и решением Крымоблисполкома от 24 сентября 1959 года район был упразднён, а его территория передана в Белогорский, Кировский и Судакский районы.